# Rukometni Klub Crvenka
Lo Rukometni klub Crvenka è una squadra di pallamano maschile serba con sede a Crvenka, quartiere della città di Kula.

## Palmarès

### Trofei nazionali
- Campionato jugoslavo: 1
1968-69.